# وادي زقلاب

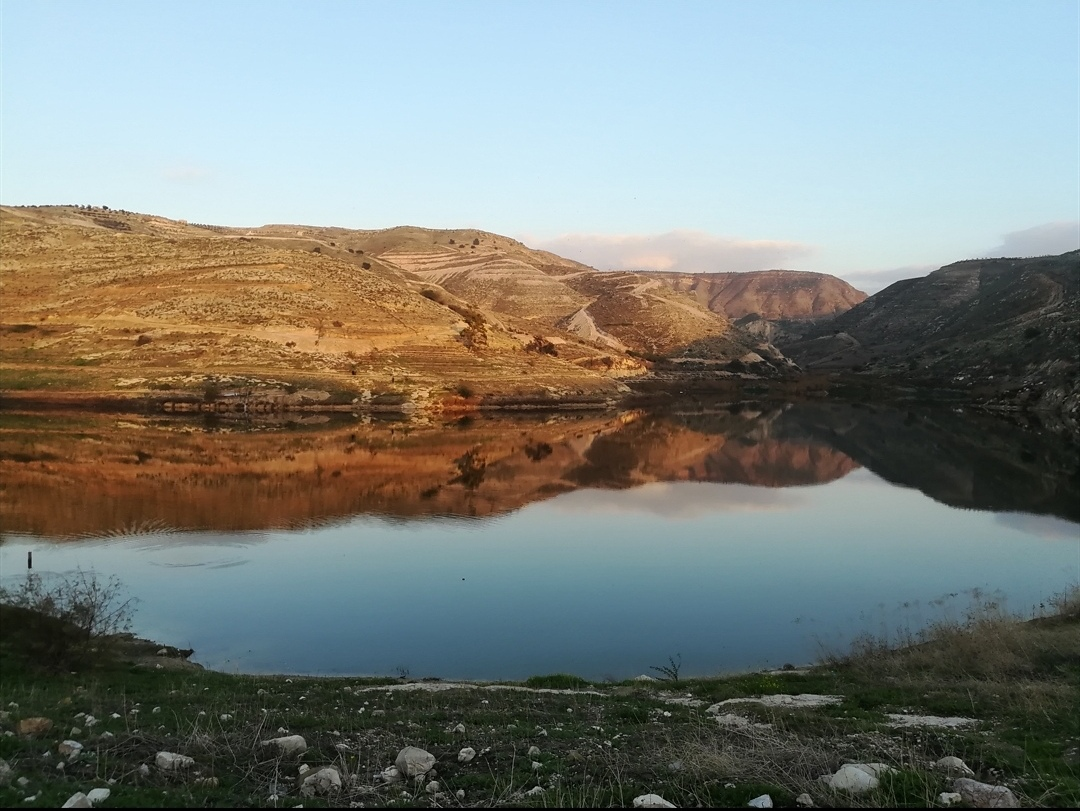
تبين الصورة سد وادي زقلاب في اربد بالأردن

وادي زقلاب هو أحد الأودية في منطقة شرق الأردن التي تشكل في غالبها ما يُعرف اليوم باسم المملكة الأردنية الهاشمية. يقع الوادي ضمن حدود محافظة إربد. ويعتبر الوادي مصباً للأودية القادمة من نواحي دير أبي سعيد ورحابا والمزار الشمالي وغيرها، وهو بدوره يصب في نهر الأردن. وقد بُني فيه سد شرحبيل بن حسنة المعروف كذلك باسم سد زقلاب.